# Courcelles-en-Bassée
 Courcelles-en-Bassée  es una población y comuna francesa, en la región de Isla de Francia, departamento de Sena y Marne, en el distrito de Provins y cantón de Montereau-Fault-Yonne.

## Demografía
| 102 | 133 | 128 | 172 | 194 | 206 | 207 | 199 | 206 | 196 | 204 | 191 | 181 | 185 | 185 | 178 | 175 | 141 | 153 | 148 | 153 | 137 | 156 | 168 | 163 | 143 | 155 | 109 | 105 | 128 | 213 | 202 | 204 |
| Para los censos de 1962 a 1999 la población legal corresponde a la población sin duplicidades (Fuente: INSEE [Consultar]) |     |     |     |     |     |     |     |     |     |     |     |     |     |     |     |     |     |     |     |     |     |     |     |     |     |     |     |     |     |     |     |     |